# Knivsjön, Ångermanland
Knivsjön är en sjö i Härnösands kommun i Ångermanland och ingår i Gådeån-Indalsälvens kustområde. Sjön har en area på 0,123 kvadratkilometer och ligger 29,5 meter över havet.

## Delavrinningsområde
Knivsjön ingår i det delavrinningsområde (694257-160731) som SMHI kallar för Rinner mot Södra Sundet. Medelhöjden är 71 meter över havet och ytan är 15,68 kvadratkilometer. Det finns inga avrinningsområden uppströms utan avrinningsområdet är högsta punkten. Avrinningsområdets utflöde mynnar i havet, utan att ha någon enskild mynningsplats. Avrinningsområdet består mestadels av skog (86 procent). Avrinningsområdet har 0,1 kvadratkilometer vattenytor vilket ger det en sjöprocent på 0,7 procent. Bebyggelsen i området täcker en yta av 1,1 kvadratkilometer eller 7 procent av avrinningsområdet.